# سحنة أسدية
السَحْنَةٌ الأَسَدِيَّة (بالإنجليزية: Leonine facies)‏ هي سحنة تشبه سحنة الأسد، والتي تُرى في حالات متعددة، ولكنها توصفت بشكل تقليدي في مرض الجذام الورمي وكذلك مرض باجيت في العظام. ثُمثل سحنة الأسد أعراض جلدية، تتميز بخصائص مميزة للوجه يمكن رؤيتها أثناء الرؤية، وهي مفيدة لغرض التركيز على التشخيص التفريقي.

## الحالات المصاحبة
يشمل التشخيص التفريقي ما يلي:
- الجذام الورمي[2]
- مرض بادجيت
- فطار فطراني
- خلل التنسج الليفي متعدد العظام
- داء نشواني
- حزاز وذمي مخاطي[3]
- داء سفعي شبيه بالشباك
- لمفوما جلدية تائية الخلايا
- داء الليشمانيات
- داء بروتيني شحمي
- كثرة المنسجات العقدية المترقية
- كثرة الخلايا البدينة
- متلازمة فرط الغلوبولين المناعي إي، وتُعرف باسم متلازمة جوب.